# Александрійський маяк
Александрі́йський маяк або Фаро́ський маяк — одне з Семи чудес стародавнього світу, яке знаходилося на острові Фарос (тепер мис у межах міста Александрія в Єгипті). Завдяки своїй висоті й системі вогнів, маяк гарантував морякам безпечне плавання у Велику гавань Александрії. Упродовж усього існування маяк був третьою найвищою спорудою на Землі (після пірамід Хеопса та Хафри). Використовувався як за античності, так і за часів мусульманського панування. Внаслідок низки землетрусів маяк поступово руйнувався і після 1303—1323 років остаточно перестав функціонувати. У XV ст. на місці маяка збудували фортецю Кайтбея.

## Вигляд і будова

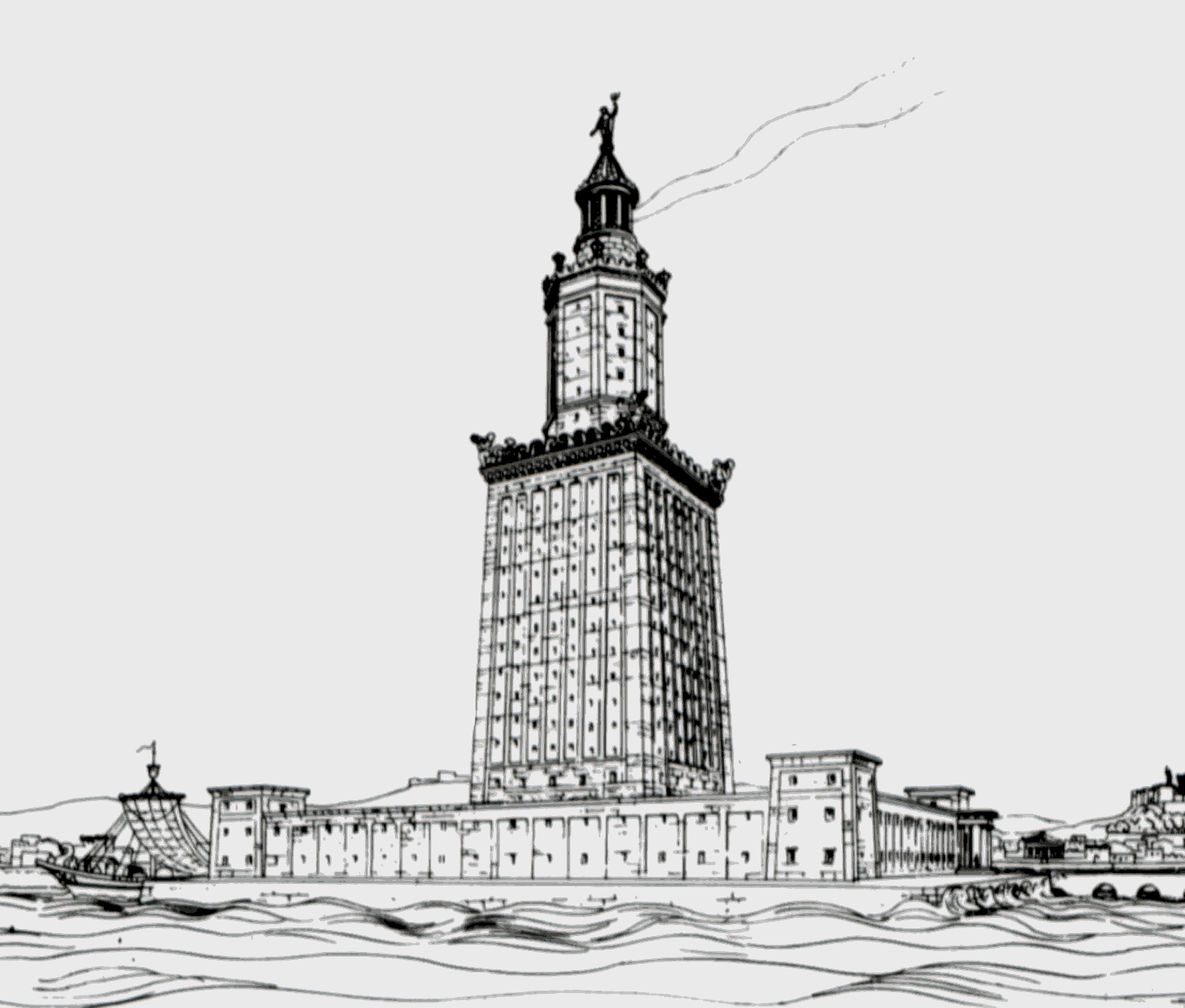
Реконструкція археолога Германа Тієрша (1909)

Александрійський маяк був найбільшим маяком з усіх, збудованих доти. Він виконував подвійну функцію: вказував кораблям шлях у гавань і попереджав про підводні камені. За сучасними оцінками, висота маяка становила від 100 до 140 м. Найдавніші античні джерела описують маяк як просто вежу, завдяки своїй висоті добре помітну здалеку. Пізніші ж писемні пам'ятки, такі як праці Плінія Старшого, зазначають про вогонь, який горів на верхівці, вказуючи шлях кораблям уночі. Стацій порівнював його світло з місяцем, а Йосип Флавій стверджував, що його було видно за 300 стадій, ще за день до прибуття корабля в гавань (тобто, за майже 70 км).
Згідно зі Страбоном, маяк був роботою архітектора Сострата з Кніда, але він, можливо, був лише фінансовим спонсором проєкту. Споруда розташовувалася на самому краю вапнякового острівця Фарос, поєднаного з материком дамбою під назвою Гептастадіон завдовжки близько 1,2 км. Маяк, як повідомляє Посейдіпп, був присвячений двом богам: Зевсу Сотеру (Завсу Рятувальнику) та Протею. Сострат же стверджував, що споруда присвячена всім богам-захисникам, над яким Зевс головує.
Більшість джерел погоджуються, що маяк був білий і поділявся на три частини: нижня — прямокутна, середня — восьмикутна (символізуючи вісім напрямків вітрів), а верхня — кругла. Географ аль-Балаві у 1165 році виконав найдетальніші заміри споруди, якою вона була на той час (середня та верхня частини в той час вже не існували), та визначив висоту нижньої частини в 77 м і оцінив середню — в 37 м, і верхню — в 10 м (до маяка було додано купол заввишки ще 7 м).
За античності споруду увінчувала статуя Зевса Сотера. Оскільки в Єгипті було мало дерева, для підтримання вогню спалювали коріння папіруса та нафту. Дим від горіння слугував додатковим вказівником кораблям. Арабські письменники часів Середньовіччя описували великі проходи всередині, якими міг проїхати навіть вершник, та пандус, який піднімався навколо нижньої частини вежі, ведучи до входу, і внутрішні сходи, які вели до верхніх поверхів. Це суперечить зображенням на монетах, де вхід до вежі знаходиться біля основи. Згідно з арабськими джерелами, світло сонця та вогню відбивало в далечінь дзеркало (ймовірно, виготовлене з полірованої бронзи). Аль-Ідрісі, географ, який відвідав Александрію в 1154 році, прокоментував фундамент Фароса, що він складений із каменів, скріплених свинцем. Китайський мандрівник XII — початку XIII ст. Чжао Жугуа оцінив висоту маяка в 200 чжанів (660 м, що очевидно є перебільшенням), він описував складну конструкцію вежі та її оборонні функції. На його думку, дзеркало на верхівці давало змогу бачити наближення ворогів. Генріх Вільгельм Йосіас Тьєрш і Бенедикт Ґотхелф Тойбнер в 1909 році висловили думку, що маяк міг слугувати величезним телескопом.
Зображення маяка карбувалося на імператорських монетах міста (від Доміціана до Коммода, 81-192 рр. н. е.), на яких чітко видно велику вузьковіконну вежу, увінчану монументальною статуєю та двома меншими фігурами бога Тритона, який дме в мушлю. Фарос також з'являвся на античних мозаїках і саркофагах, що підтверджує його широку славу.

## Історія

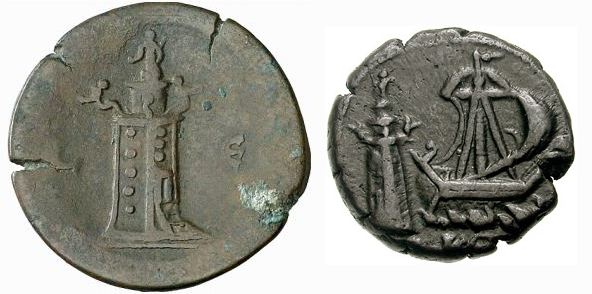
Маяк на монетах, які були викарбувані в Александрії у II столітті (1: зворотна сторона монети Антоніна Пія і 2: зворотна сторона монети Коммода)

Після завоювання Єгипту в 332 році до н. е. Александр Македонський вирішив заснувати там нову столицю, яка була названа на його честь Александрією. Місце для нового міста обиралося ретельно. Замість того, щоб заснувати його в родючій дельті Нілу, було обрано район, розташований за двадцять миль на захід, щоб мул і бруд, принесені річкою, не засмічували міську гавань. Південна околиця міста закінчувалася озером Мареотіс. Після того, як був побудований канал між озером і Нілом, місто мало дві гавані: одна для руху по Нілу, інша для середземноморської морської торгівлі. Александр помер близько 323 року до н.е, і будівництво міста завершувалося Птолемеєм II. За його правління Александрія досягла багатства й процвітання.
У міру розвитку судноплавства й морської торгівлі дедалі гостріше відчувалася потреба в маяку, який серед підводних скель і мілин вказував би суднам безпечний шлях в Александрійську гавань. Тому у 290 році до н. е. на східному краї острова Фарос, який лежав у морі на відстані 7 стадій (1290 м), правитель Єгипту Птолемей I наказав побудувати величезний маяк. Творцем цього шедевру інженерного та архітектурного мистецтва вважається Сострат Кнідський. Роботи тривали трохи більше 20 років, і в підсумку Александрійський маяк став найвищою будівлею античного світу після пірамід Гізи. На будівництво пішла десята частина скарбниці, як писав Діодор Сицилійський, що становило 800 талантів срібла. Ця величезна сума дає підстави стверджувати, що Сострат, якого вказують також спонсором будівництва, спрямував власні гроші тільки на статую Зевса, а не на весь маяк.
Сострат Кнідський, згідно з переказом Лукіана, задля увіковічнення самого себе порушив указ Птолемея і на підставі маяка написав: «Сострат, син Декстифона з Кніду, присвятив богам-рятівникам заради мореплавців». Напис він прикрив шаром штукатурки, на якій вирізав ім'я Птолемея Сотера. Сострат сподівався, що в майбутньому, після його смерті, коли штукатурка обвалиться, всі знатимуть, хто насправді збудував маяк. Ця оповідь, утім, могла бути лише притчею, складеною Лукіаном, аби показати, що історію слід записувати не для сьогодення, а для майбутнього.
У 641 році мусульмани завоювали Александрію. Аль-Масуді писав, що в морі біля маяка було знайдено численні коштовності. За його переказом, місцевий халіф за намовою візантійців став шукати на верхівці вежі скарби, мимоволі знищивши дзеркало. Таким чином візантійці змусили його втратити стратегічну перевагу, яку давав маяк. Пізніші записи пояснюють втрату дзеркала землетрусом або його псуванням від поганої погоди.
Фароський маяк діяв понад 1500 років. Потужні підземні поштовхи в 796, 950, 1303 і 1323 роках н. е. частково зруйнували будівлю. Проте маяк регулярно ремонтувався та розширювався. Хоча після землетрусу 796 року він втратив середню та верхню частини, до залишків у 865 році було добудовано дерев'яний купол. Велика реконструкція відбулася близько 1161 року за династії Фатімідів. Деякі історики припускають, що вежа вплинула на арабську архітектуру мінаретів. У районі 1227 року маяк використовувався вже тільки як спостережна вежа. Дамба зникла, унеможлививши доступ до нього суходолом. Одним з останніх авторів, що писав про Фароський маяк, був Аль-Макрізі. До 1480 року маяк остаточно перестав діяти, перетворившись на руїни.
Гранітні основи вежі були повторно використані при будівництві фортеці Кайтбея у XV ст., збудованої на його місці.
У 2016-2018 роках частину прибережних вод було засипано задля розширення суходолу, й тим самим, можливо, поховано ще невідомі археологічні цікавинки.

## Дослідження

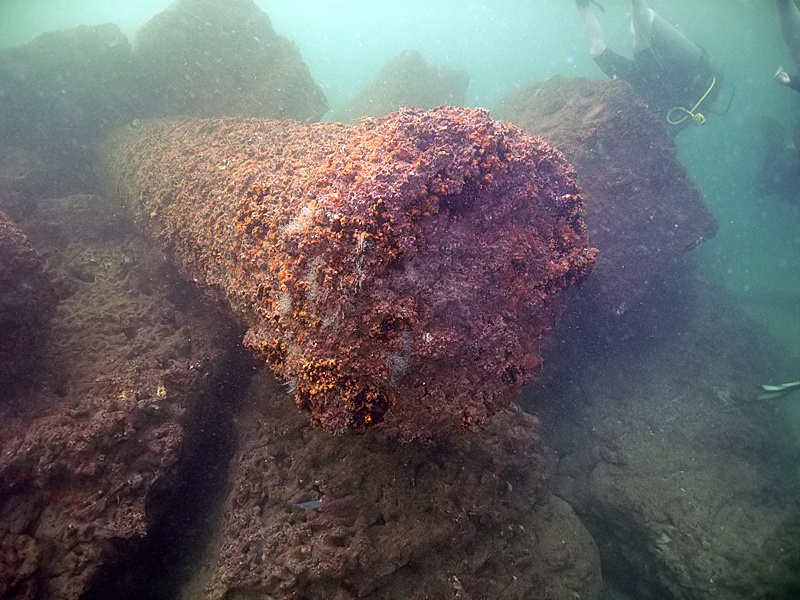
Залишки споруд на дні Александрійської гавані

Перший ґрунтовний опис затонулої частини порту Александрії та підводних руїн виконав у 1916 році Гадсон Джондет. Зокрема він встановив розташування хвилерізу завдовжки понад 2,3 км, який опинився на глибині 10 м. Хвилеріз обмежував порт із півночі, лишаючи прохід завширшки 60-80 м. Його почин продовжили Реймонд Вейлл того ж року та Леопольд Галлідей Савіль у 1940 році.
Команда Хонор Фрост виконала в 1968 році підводні дослідження, спонсоровані ЮНЕСКО, та підтвердила, що частина затонулих конструкції Александрійського порту є залишками маяка. Дослідження не продовжувалося через оголошення акваторії військовою зоною.
У 1994 році під водою команда Жана-Іва Емперера виявила залишки маяка в східній частині гавані. А також гранітні блоки, 30 сфінксів і 5 обелісків часів Рамзеса II й дві монументальні фігури Птолемея I та його дружини Береніки, які могли стояти колись на вежі та в її околицях. Деякі з цих знахідок було піднято з моря та передано в Александрійський музей. У 1992 році з протилежного боку вів дослідження Френк Годдіо, який використовував супутникові знімки та сонари. Йому вдалося знайти причали, житла, палаци та храми, затонулі в різні часи через землетруси й інші природні чинники, а також численні монети, кераміку, коштовності та ужиткові предмети, історія яких налічує понад 1200 років.
У 2019 році команда Галини Бєлової (РАН) встановила, що частина прибережних споруд насправді є природним утворенням. Також на дні було знайдено стародавні якорі.

## Вплив
Зв'язок назви маяка з його функцією виявився настільки міцним, що слово «Фарос» (грец. Φάρος) стало коренем слова «маяк» у французькій (phare), італійській, іспанській (faro), португальській (farol), румунській (far) та болгарській (far) мовах. Також від нього утворилася назва ліхтаря, призначеного освітлювати місцевість чи дорогу у французькій мові (phare), португальській (farol), турецькій (far), сербській (фар), українській та російській (фара).
Припускають, що від грец. Φάρος походить і рідковживане українське слово «парус» («промінь»).
Вигляд Александрійського маяка став зразком для інших маяків. Ще за античності в околицях Александрії, в Тапосіріс-Магна, було збудовано його зменшену репліку, що, можливо, слугувала гробницею. Його вигляд прагнули повторити римські маяки в Дуврі (Велика Британія), Остії (Італія), Вежа Геркулеса в Ла-Корунья (Іспанія), у Лептіс-Магна (Лівія), середньовічний маяк у Фрежусі (Франція), маяки Торре-дель-Оро в Севільї, у Мессіні (Італія), вежа в Булоні (Франція). Маяк міг вплинути на архітектуру мінаретів.
Зовнішністю маяка був натхненний дизайн Масонського національного меморіалу Джорджа Вашингтона в Александрії (штат Вірджинія).
Готель «Шератон» у Батумі наслідує виглядом Александрійський маяк. Повнорозмірна репліка Александрійського маяка споруджена в парку «Вікно світу» в Шеньчжені (КНР).

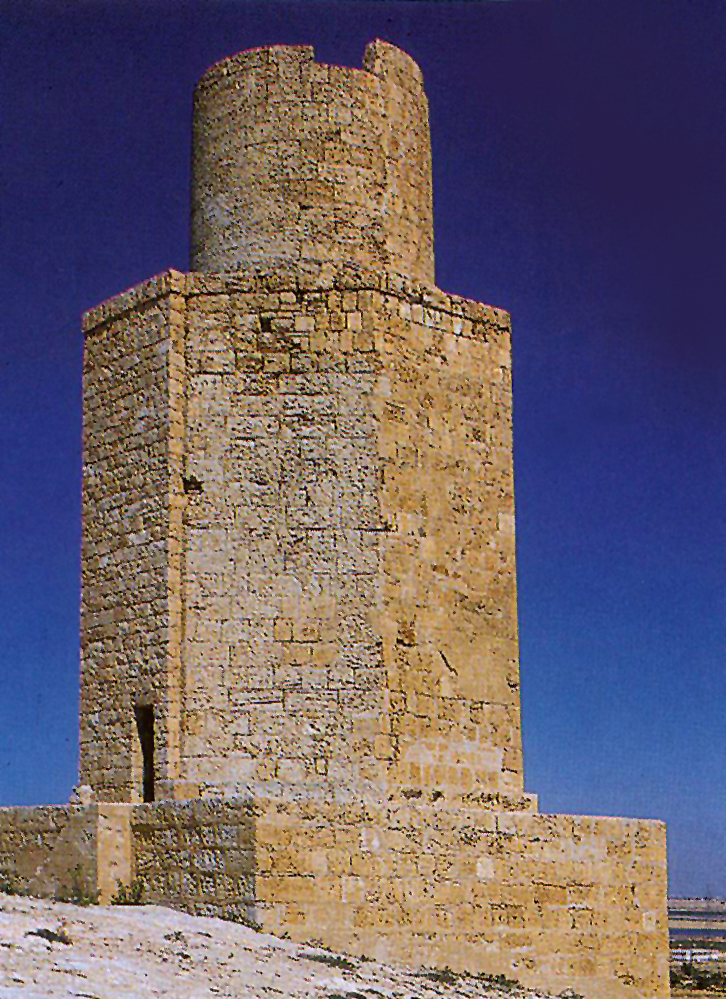
Вежа в Тапосіріс-Магна
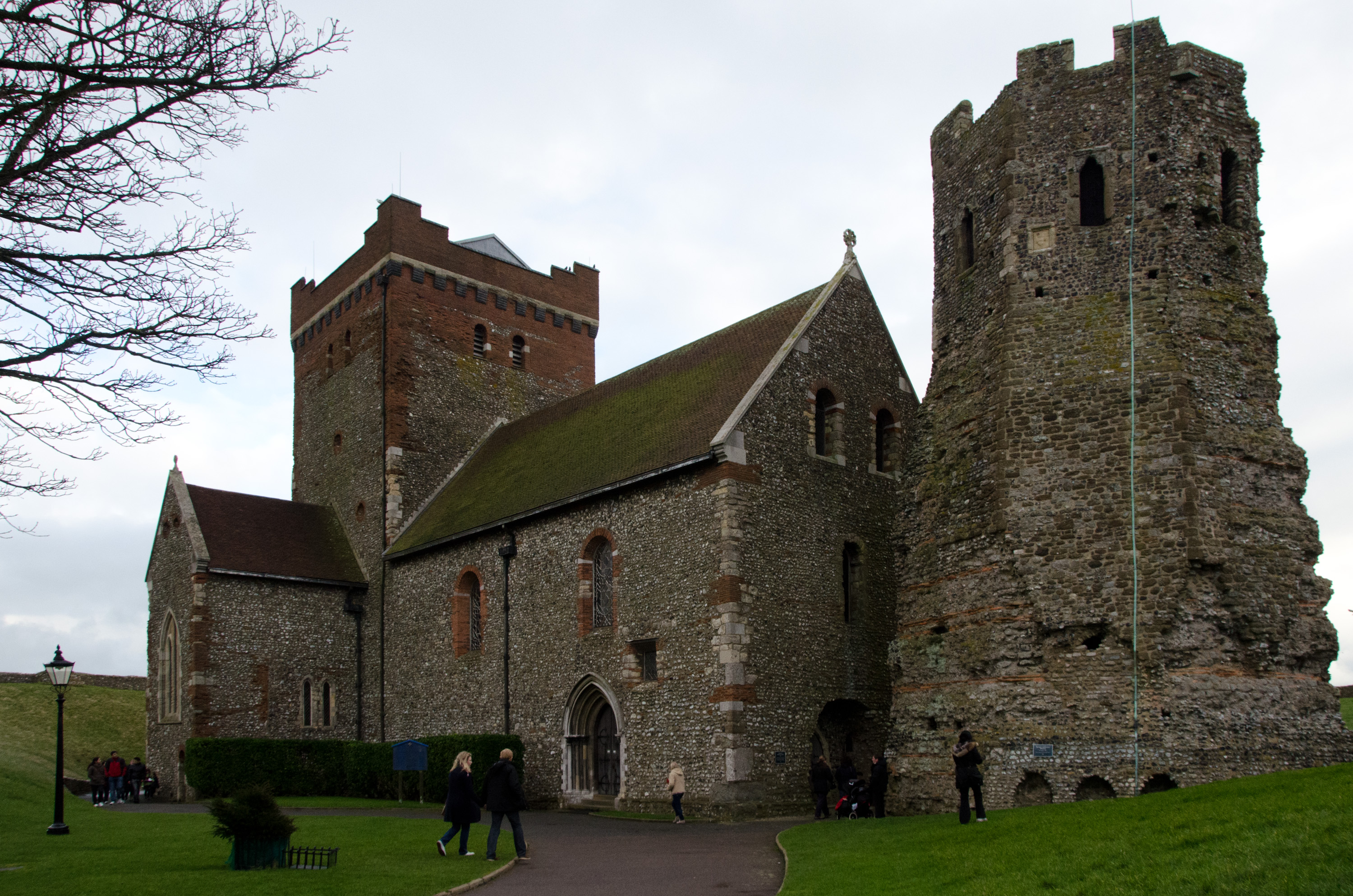
Римський маяк у Дуврі
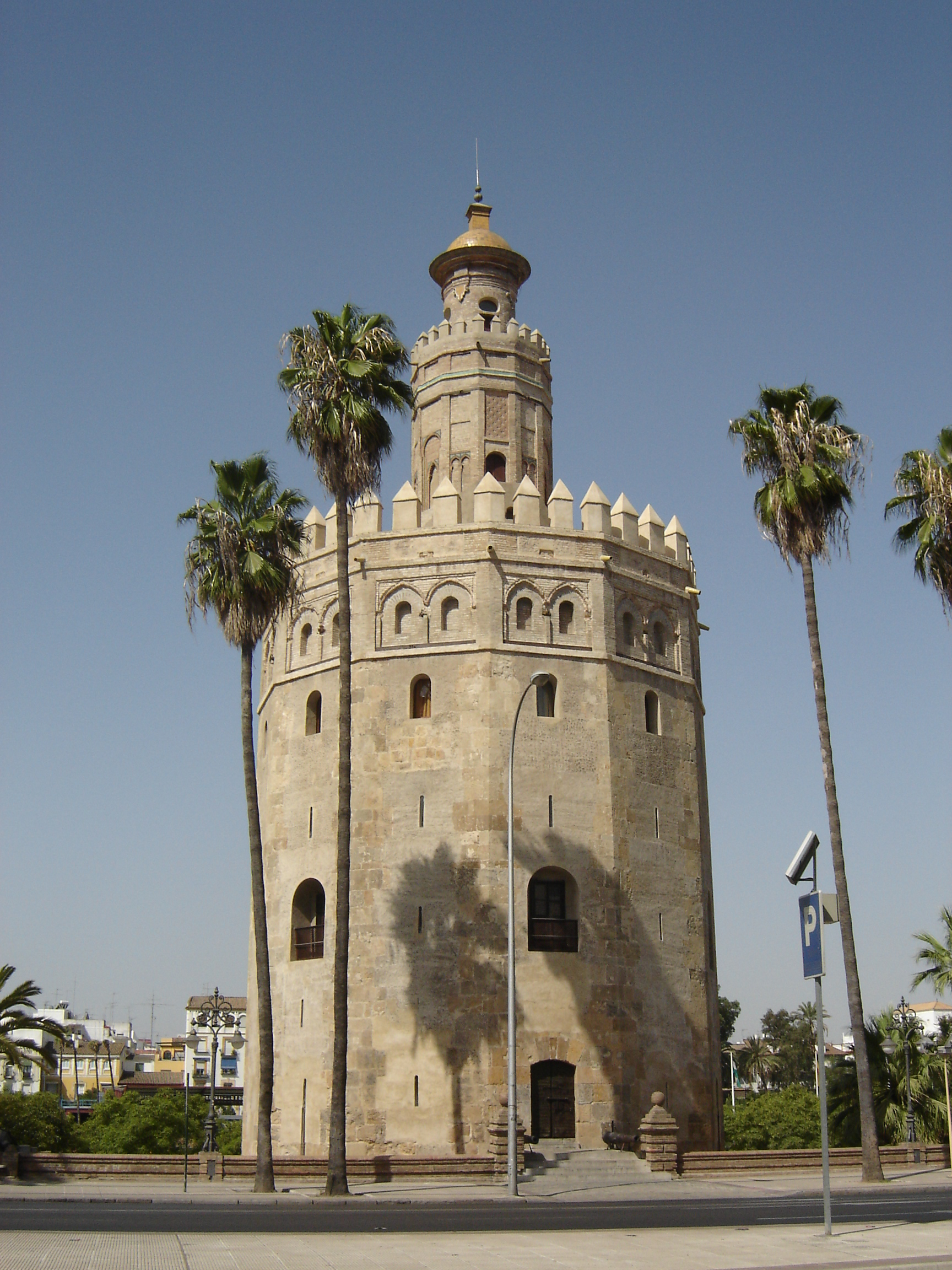
Торре-дель-Оро
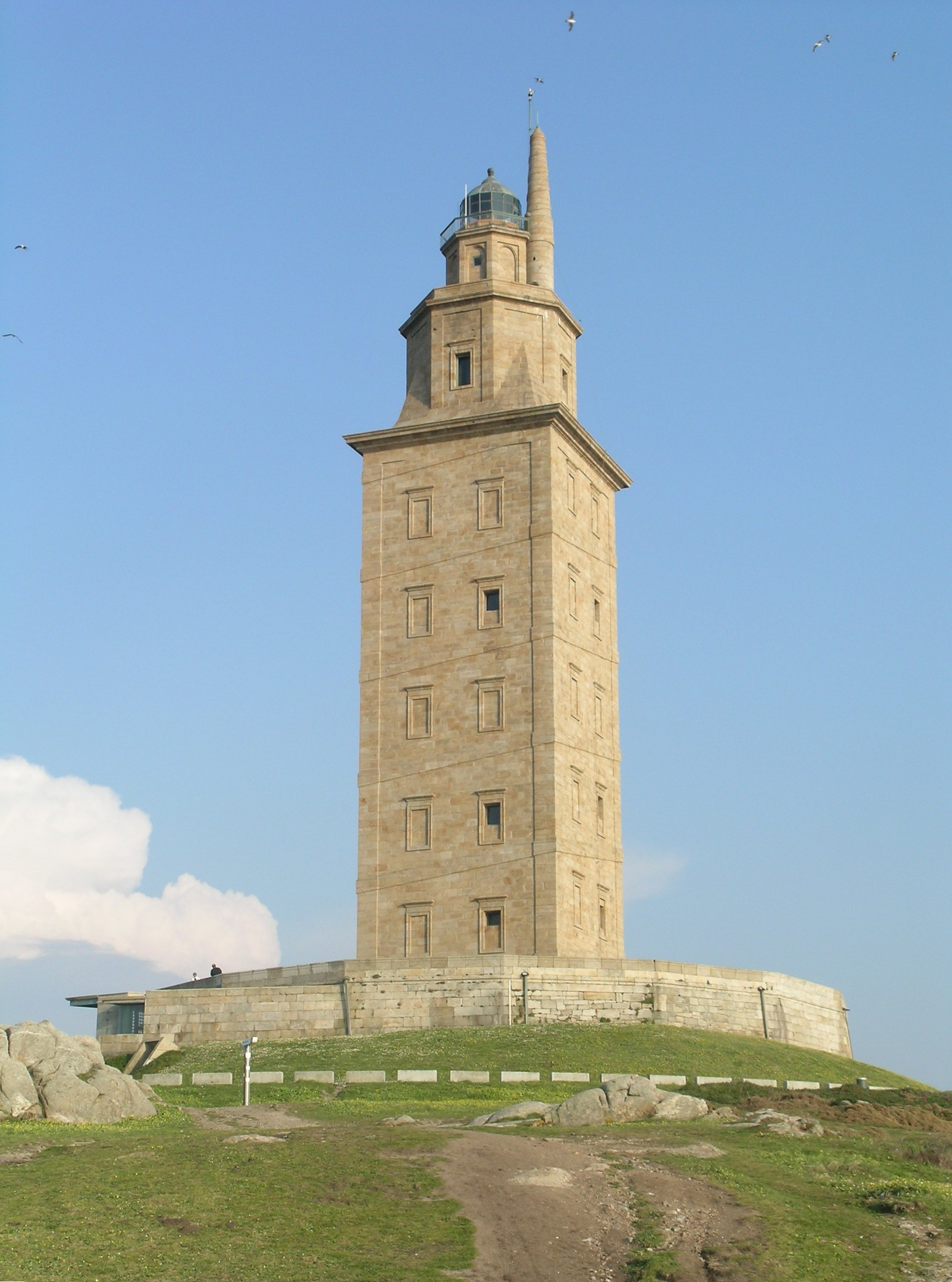
Вежа Геркулеса
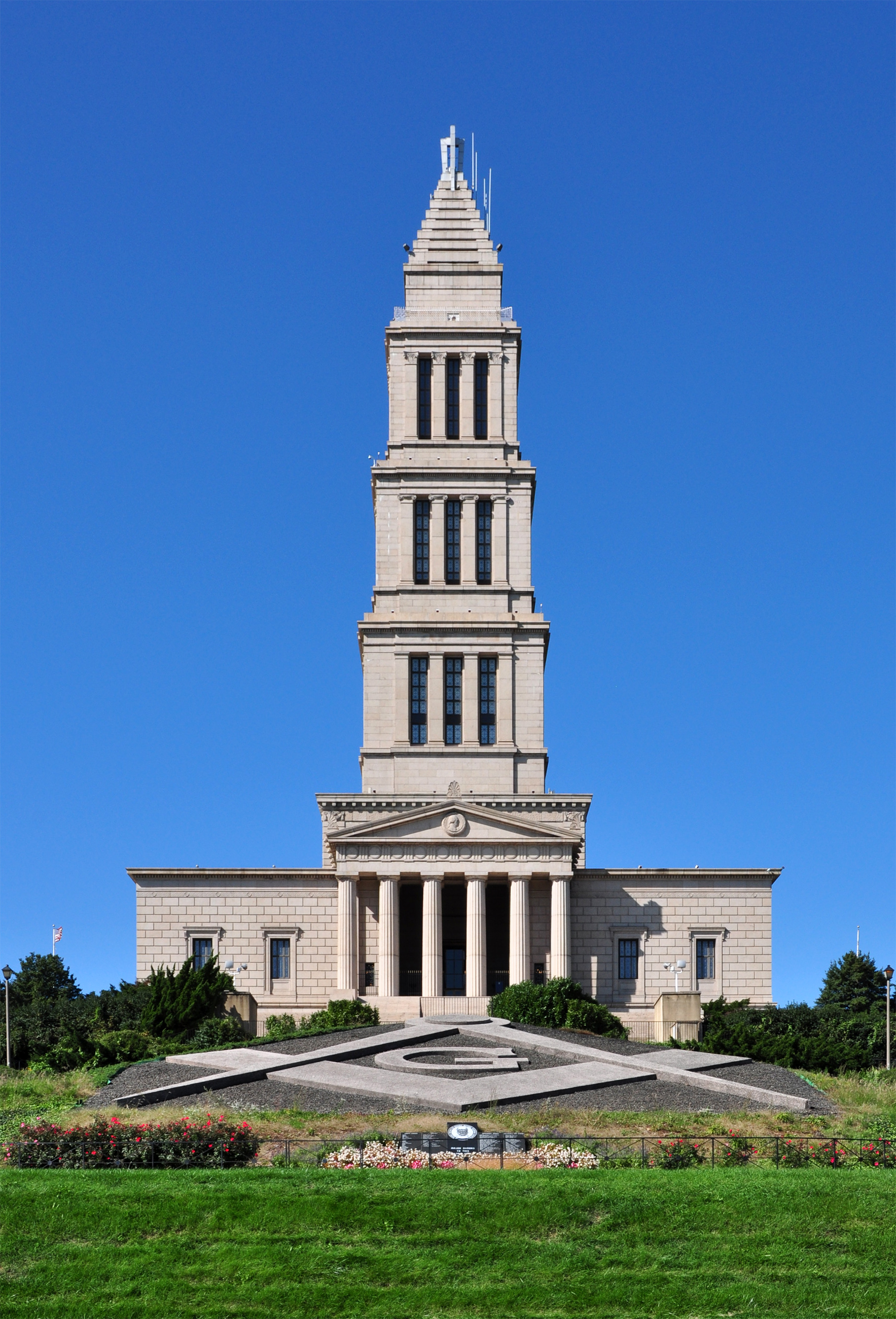
Масонський національний меморіал Джорджа Вашингтона
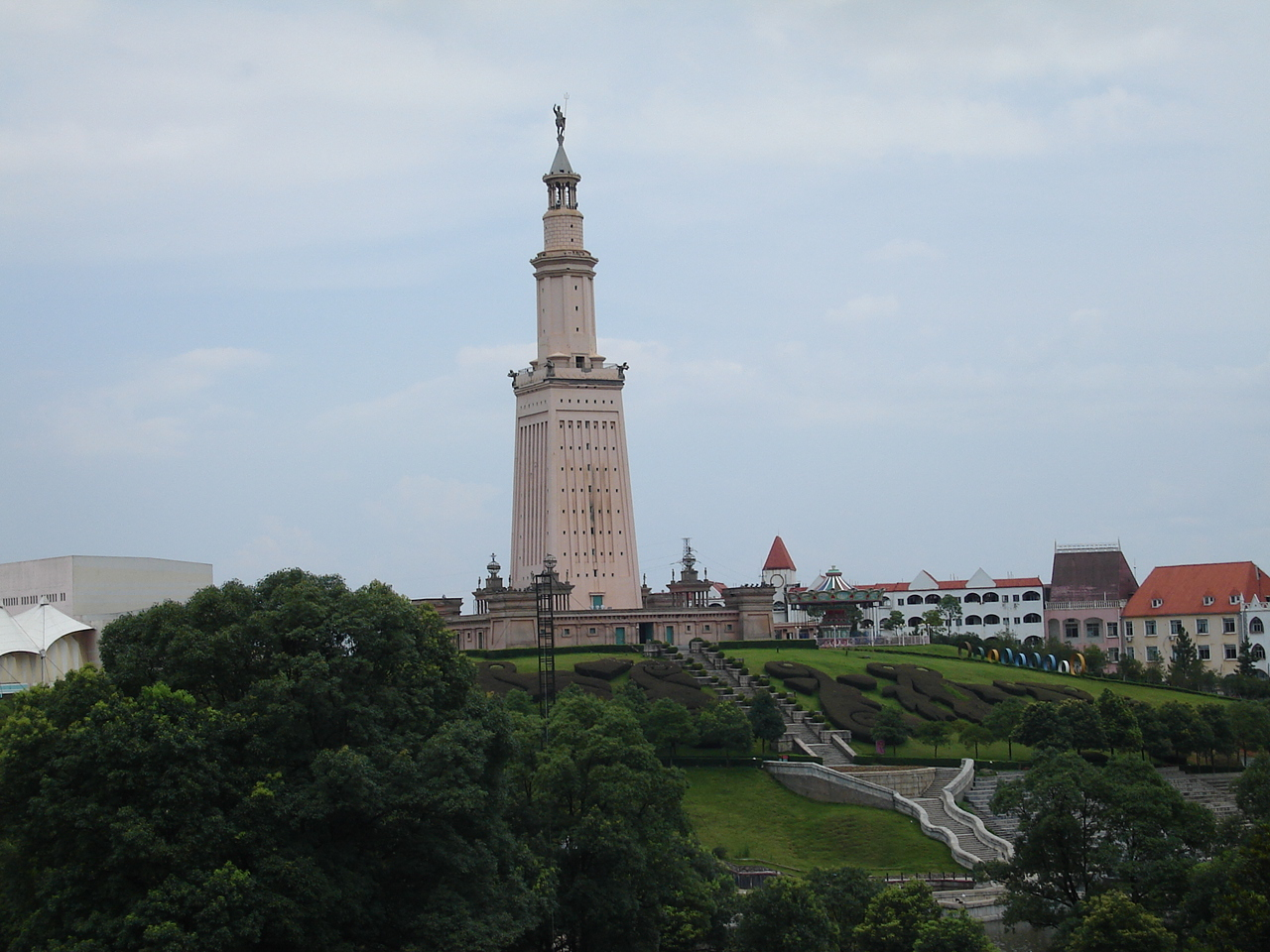
Репліка в Шеньчжені